# Ніко Робін
Ніко Робін (яп. ニコ・ロビン, Niko Robin), також відома як «Дитя диявола» — вигаданий персонаж франшизи One Piece, створеної Еїтіро Одою. Вона вперше з'явилася у 114-й главі, яка вперше була опублікована в Японії у щотижневому журналі Weekly Shonen Jump видавництва Shueisha у випуску за 22 листопада 1999 року.
У серіалі Робін вперше з'являється як антагоністка, але згодом стає сьомим членом команди піратів Солом'яного капелюха, капітаном якої є Манкі Д. Луффі. Виконуючи роль археолога та історика групи, Робін має силу диявольського фрукту Квітка-Квітка, що дозволяє їй проростати копіями своїх кінцівок, а згодом і всього тіла, з будь-якої поверхні. Як єдина вціліла на острові Охара, Робін — єдина відома жива людина у світі One Piece, яка володіє здатністю читати стародавні камені, які називаються Понегліфи, що є загрозою для Світового Уряду, який забороняє цю практику.
Робін стала надзвичайно популярним і проривним персонажем серед фанатів аніме та манги. Вона також стала популярним персонажем для косплею, викликавши в Японії тренд, коли жінки намагалися повторити її культові костюми.

## Створення і задум
Персонаж Ніко Робін був створений художником манги Еїтіро Одою, автором серії манги One Piece. Вона вперше з'явилася в 114-му розділі під назвою «Курс», який був вперше опублікований у журналі Weekly Shōnen Jump видавництва Shueisha у випуску за 22 листопада 1999 року. Як фанат кінорежисера Квентіна Тарантіно, Ода заявив, що джерелом натхнення для дизайну Робін став персонаж Мії Воллес, яку зіграла Ума Турман у фільмі «Кримінальне чтиво» (1994), одному з найвідоміших фільмів Тарантіно. За словами Оди, день народження Робін припадає на 6 лютого, а її зріст становить 188 см. Коли фанат запитав, якої національності були б члени Піратів Солом'яного капелюха, якби One Piece відбувався в реальному світі, Ода відповів, що Робін була би росіянкою. Робін з'явилася в історії пізніше, а Робін і Френкі — єдині члени екіпажу, яких не було в оригінальному концепт-арті Солом'яних капелюхів. Однак там був чоловік, який був ботаніком, що може натякати на силу диявольського фрукта Робін.

### Здібності
Робін з'їла диявольський фрукт Квітка-Квітка типу Парамеції, який дозволяє їй вирощувати свої частини тіла на будь-яких поверхнях в межах досяжності. Кількість частин тіла, які вона може створити є необмеженою, доки вони знаходяться в межах досяжності. Зазвичай, коли вона використовує свої здібності, вона схрещує руки і робить форму «Х» на грудях, хоча було показано, що їй не обов'язково це робити. Вона повністю контролює свої дублікати кінцівок і може сприймати видимість і звуки на відстані через дублікати очей і вух. Робін може створювати цілі клони себе і навіть вирощувати гігантські кінцівки.

## Появи

### One Piece
Вирісши в Охарі, де знаходиться найстаріша і найбільша в світі бібліотека, Ніко Робін стає археологом у віці восьми років. У певний момент вона отримує силу фрукту Квітка-Квітка типу Парамеція, який дозволяє їй вирощувати тимчасові копії частин свого тіла, включаючи очі та вуха, які з'являються на поверхнях поблизу неї. За спинами своїх вчителів вона вивідує у них заборонені знання про те, як перекладати стародавні камені, що називаються Понегліфи, які розкидані по всьому світу. Вона вирішує розділити їхню мету — знайти невловимий Ріо Понегліф, який, як кажуть, розповідає про втрачену історію світу. Однак Світовий Уряд дізнається про ці зусилля і посилає бойовий флот, щоб зупинити їх. Лише Робін вдається врятуватися від руйнівної атаки, яка забирає життя всього населення острова, включно з її матір'ю, Ніко Ольвії.
Отримавши від світового уряду епітет «Дитя диявола», травмована та з винагородою за голову, Робін живе втечею, не в змозі нікому довіряти. Щоб вижити, вона співпрацює з різними піратами та іншими злочинцями. Згодом вона приєднується до групи Барок Воркс, використовуючи кодове ім'я Міс Олл-Сандей, і стає їхнім віце-президентом. Після того, як Барок Воркс розпався, вона приєднується до Солом'яних капелюхів і настільки їх полюбила, що жертвує собою і здається уряду, щоб врятувати їх. Дізнавшись про справжню причину її від'їзду, пірати Солом'яного капелюха оголошують відкриту війну уряду, щоб повернути її. Вона розуміє, що нарешті знайшла людей, які ніколи її не зрадять, і стає частиною команди.
Через два роки Робін ще більше відточує свої здібності фрукту Квітка-Квітка до такої міри, що вона може створити повноцінну копію себе та навіть крила, що повністю складаються з рук і кистей, які дозволяють їй літати. Після того, як Робін була невдало захоплена у Вано агентами CP0, винагорода за неї була збільшена більш ніж у сім разів, з 130 000 000 до 930 000 000.

### Інші медіа
Робін з'являється в багатьох адаптаціях, заснованих на франшизі One Piece, включаючи фільми, відеоігри, та інші проєкти. Емія Ічікава II виконувала роль Робін у кабукі-п'єсі, натхненній One Piece, яка проходила в Токійському театрі Шінбаші Енбуджьо протягом жовтня та листопада 2015 року. Крім того, Робін також з'являлася як ігровий персонаж у кросоверних бойових іграх Jump Super Stars і Jump Ultimate Stars.

## Сприйняття

### Популярність
Ніко Робін — один із найпопулярніших персонажів One Piece. Ніко Робін заслужила своє місце серед аудиторії аніме з багатьох причин. З моменту свого дебюту вона стала популярним персонажем для косплею, створивши тренд, коли жінки-читачки серіалу намагалися відтворити різноманітні культові образи Робін, які з'являлися в манзі протягом багатьох років. У 2013 році веб-сайт Tokyo Otaku Mode провів опитування у Facebook, у якому фанатів аніме та манги запитували, з якими персонажами вони найбільше хотіли б зустрічатися; Робін посіла 2-е місце. У 2014 році Goo Ranking провів опитування серед клієнтів NTT, запитуючи їхніх улюблених чорноволосих аніме-персонажів, і Робін посіла 6 місце серед 15 найкращих жінок.

### Думки критиків
Рецензуючи One Piece, Ребекка Сільверман з Anime News Network сказала, що Робін «спостерігає за всім зі спокійною, забавною відстороненістю», водночас зазначивши, що запас знань Робін «постійно зростає, і вона починає дійсно складати речі докупи». Переглядаючи 278-у серію аніме, Сем Ліч з ANN прокоментував, що «велика сцена Робін “Я хочу жити!” — це один з найбільш катарсичних моментів, які ви коли-небудь знайдете в художній літературі».
Шон Кубільяс з Screen Rant написав: «Виходячи лише з естетичних міркувань, Ніко Робін стала улюбленицею фанатів завдяки своєму похмурому, таємничому дизайну та поведінці. Її передісторія більше, ніж просто піднесла її до легендарного статусу, адже вона змусила всіх плакати та розширила масштаб серіалу і відчуття політики. Не пройшло багато часу після цього, як серіал справді увічнив її». В іншій статті Кубільяс заявив: «Ніко Робін, на перший погляд, явно є одним з найепатажніших персонажів групи. Вона має гострий погляд і часто поводиться загадково. Її поява в серіалі як елітної найманої вбивці та віце-президента підпільної організації, ймовірно, не покращила ситуацію. На щастя для неї, після її приєднання до Солом'яних капелюхів її поведінка змінилася, і в останніх історіях вона стала більше схожою на материнську фігуру для команди. Однак те, що вона стала добрішою, не означає, що вона не має такої ж похмурої уяви. Щоразу, коли з командою трапляється щось небезпечне або таємниче, Ніко Робін завжди придумує найтемніший сценарій, який ще більше нагнітає напругу».